# 朱健檔
鄒平榮安王朱健檔（1492年—1533年），明朝魯藩鄒平王府鎮國將軍，追封鄒平王，鄒平莊定王朱當潩的第二子。

## 生平
弘治十年（1497年）八月，獲賜名健檔。正德七年（1512年），封鎮國將軍。嘉靖十二年（1533年），朱健檔去世，享年四十二歲。
嘉靖十八年（1539年），鄒平莊定王朱當潩去世。兩年後，朱健檔的庶長子朱觀爁襲爵。嘉靖二十四年（1545年）五月，因朱觀爁之請，朝廷追封朱健檔為鄒平王，賜諡榮安。

## 家庭

### 子
- 庶長子：鄒平恭靖王朱觀爁